# Chèo thuyền tại Đại hội Thể thao Đông Nam Á 2007

Chèo thuyền tại Đại hội Thể thao Đông Nam Á năm 2007 được tổ chức từ ngày 6 đến ngày 9 tháng 12 năm 2007 tại Hồ chứa Map Prachan, tỉnh Chon Buri, Thái Lan. Có tổng cộng 11 nội dung trao huy chương, trong đó 6 nội dung của nam và 5 nội dung của nữ. Đoàn thể thao chủ nhà Thái Lan giành vị trí nhất toàn đoàn với 6 huy chương vàng. 

## Xếp hạng theo quốc gia
| Hạng | Đoàn        | Vàng | Bạc | Đồng | Tổng |
| ---- | ----------- | ---- | --- | ---- | ---- |
| 1    | Thái Lan    | 6    | 2   | 2    | 10   |
| 2    | Philippines | 2    | 2   | 2    | 6    |
| 3    | Indonesia   | 2    | 2   | 1    | 5    |
| 4    | Việt Nam    | 1    | 1   | 3    | 5    |
| 5    | Myanma      | 0    | 4   | 2    | 6    |
| 6    | Singapore   | 0    | 0   | 1    | 1    |
| Tổng | Tổng        | 11   | 11  | 11   | 33   |

## Bảng huy chương
| Nội dung           | Vàng                                                                        | Bạc                                                                    | Đồng                                                                           |          |
| ------------------ | --------------------------------------------------------------------------- | ---------------------------------------------------------------------- | ------------------------------------------------------------------------------ | -------- |
| Đơn nam            | Theppibal Ruthtanaphol                                                      | Aung Ko Min                                                            | Rodriguez Jose                                                                 | chi tiết |
| Đôi nam 2 mái chèo | Philippines Tolentino Benjamin Jr Rodriguez Jose                            | Thái Lan Theppibal Ruthtanaphol Pantangthai Piyadanai                  | Myanma Kyaw Min Tun Aung Ko Min                                                | chi tiết |
| Đôi nam 1 mái chèo | Việt Nam Dương Thanh Bình Nguyễn Đình Huy                                   | Indonesia Iswandi Iswandi Budi Aji Agus                                | Thái Lan Hoihem Yuthana Trisittinoppakoon Pichet                               | chi tiết |
| Thuyền nhẹ đơn nam | Tolentino Benjamin Jr                                                       | Pantangthai Piyadanai                                                  | Jamaluddin Jamaluddin                                                          | chi tiết |
| Thuyền nhẹ đôi nam | Thái Lan Thainjam Anupong Theppibal Ruthtanaphol                            | Philippines Amposta Alvin Cordova Nestor                               | Myanma Zaw Zaw Thet Naing Soe                                                  | chi tiết |
| Thuyền nhẹ bốn nam | Indonesia Budi Aji Agus Sukasna Ketut Deni Prakasa Ramdan Rodiaman Rodiaman | Việt Nam Vũ Đình Quyền Phan Thanh Hảo Dương Thanh Bình Nguyễn Đình Huy | Thái Lan Hoihem Yuthana Trisittinoppakoon Pichet Paothanom Somkid Kangnok Leam | chi tiết |
| Đơn nữ             | Nikree Phuttharaksa                                                         | Shwe Zin Latt                                                          | Đặng Thị Thắm                                                                  | chi tiết |
| Đôi nữ             | Thái Lan Nikree Phuttharaksa Pheangkatok Bussayamas                         | Philippines Cordova Nida Gabiligno Midelle                             | Việt Nam Nguyễn Thị Hựu Đặng Thị Thắm                                          | chi tiết |
| Thuyền nhẹ đơn nữ  | Pheangkatok Bussayamas                                                      | Shwe Zin Latt                                                          | Mohd Rafa'ee Saiyidah Aisyah                                                   | chi tiết |
| Thuyền nhẹ đôi nữ  | Thái Lan Nikree Phuttharaksa Pheangkatok Bussayamas                         | Indonesia Masi Sri Rahayu Bertin Bertin                                | Philippines Nillas Clothelde Pedrita Johna Lyn                                 | chi tiết |
| Thuyền nhẹ bốn nữ  | Indonesia Samlia Samlia Batuwael Femy Elia Femmy Yuwartini Ratna Ratna      | Myanma Myint Myint Htwe Shwe Zin Latt Than Than Nwe Chaw Su            | Việt Nam Võ Thị Huyền Trang Cao Thị Tuyết Trần Thị Sam Mai Thị Dung            | chi tiết |